# Wspólnota administracyjna Bernbeuren
Wspólnota administracyjna Bernbeuren – wspólnota administracyjna (niem. Verwaltungsgemeinschaft) w Niemczech, w kraju związkowym Bawaria, w rejencji Górna Bawaria, w regionie Oberland, w powiecie Weilheim-Schongau. Siedziba wspólnoty znajduje się w miejscowości Bernbeuren. Powstała 1 maja 1978 w wyniku reformy administracyjnej.
Wspólnota administracyjna zrzesza dwie gminy wiejskie (Gemeinde): 
- Bernbeuren, 2 264 mieszkańców, 41,69 km²
- Burggen, 1 705 mieszkańców, 24,94 km²